# San José (loď)

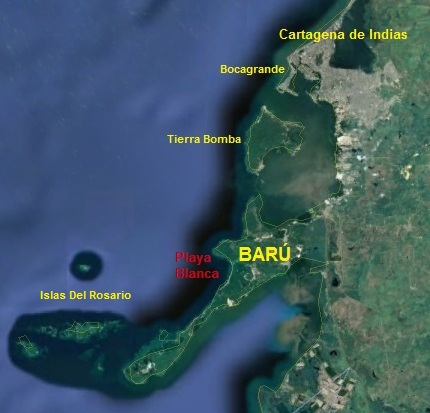
Poloostrov Barú v Kolumbii (nedaleko Cartageny)

San José byla třístěžňová galeona španělského námořnictva, potopená za tzv. války o španělské dědictví (Guerra de Sucesión Española) Angličany v noci ze 7. června 1708 nedaleko opevněného kolumbijského přístavu Cartagena. Pravděpodobně převážela 200 tun smaragdů, zlata a stříbrných mincí, náklad by se dle odhadů mohl stát největším potopeným pokladem na světě. Jeho odhadovaná cena se pohybuje mezi 3–17 miliardami amerických dolarů, loď je nazývána „svatým grálem španělských koloniálních vraků“. Vrak této galeony byl nalezen roku 1982 americkou společností Sea Search Armada (SSA). Kolumbijská vláda ji kvůli neshodě o výši nálezného odmítla k vraku pustit. Následoval vleklý soudní spor. Roku 2015 Kolumbie oznámila vlastní, v pořadí tedy druhý, nález vraku San José.

## Historie

### Výstavba plavidla
Smlouva na výstavbu dvou sesterských lodí byla podepsána se Španělskou korunou roku 1696. Plavidlo postavil v letech 1697–1698 v loděnici v baskickém Mapilu (v provincii Gipuzkoa) Pedro de Aróstegui, a to dle návrhu Francisca Antonia Garroteho. Jeho sesterskou lodí byla galeona San Joaquín.

### Válka o španělské dědictví
San José byla potopena za války o španělské dědictví, ke které došlo krátce po smrti krále Karla II. Španělského. Galeona San José byla vlajkovou lodí jižní flotily, které velel admirál José Fernández de Santillán. Konvoj tří galeon a 12 nákladních lodí měl z amerických kolonií do Evropy odvézt cennosti pro další vedení války. Většinu nákladu flotila nejdříve naložila v panamském Portobelu (nejcennější část nákladu byla naložena na galeony San José a San Joaquin, zbytek na galeonu Santa Cruz), odkud měl konvoj pro další náklad odplout do Cartageny. Na cestu do Cartageny ji posílily dvě francouzské fregaty, i když podle původních plánů ale měl být francouzský doprovod mnohem silnější. Několik desítek kilometrů před Cartagenou (u poloostrova Barú) konvoj zastihla čtveřice britských válečných lodí pod vedením kapitána Charlese Wagera na vlajkové lodi Expedition. Angličané napadli jádro konvoje, kterým byly španělské galeony. V následující bitvě u Barú (La batalla de Barú) galeona San José po dlouhém boji s Expedition vybuchla a potopila se. Z posádky, která se skládala ze zhruba 578–600 členů, se jich zachránilo pouze 8–11.

### Znovuobjevení a vyzvednutí vraku
Roku 1982 společnost Sea Search Armada (SSA), specializující se na hledání starých vraků, lokalizovala pozůstatky San José. SSA předpokládala zisk 50 % hodnoty nákladu, avšak Kolumbie jí byla ochotna přiznat pouze 5 % hodnoty nákladu, a proto jeho vyzvednutí nepovolila. Američtí investoři SSA se tedy odměnu snažili vymoci soudně. Požadavky SSA byly soudy několikrát zamítnuty, přesto nebyly spory roku 2015 zcela u konce. Také Španělsko se přihlásilo k jeho vlastnictví, neboť galeona vyplula pod španělskou vlajkou.
Dne 5. prosince 2015 kolumbijský prezident Juan Manuel Santos potvrdil (znovu)objevení vraku galeony San José mezinárodním hledačským týmem spolupracujícím s kolumbijským námořnictvem. Vrak údajně leží na blíže neupřesněném místě v hloubce přibližně 300 metrů. Kolumbie plánuje, že poklad vyzvedne sama.